# Sid Meier's Antietam!
Sid Meier's Antietam! là wargame máy tính thời gian thực được thiết kế bởi Sid Meier, người đồng sáng lập của Firaxis Games, sau đó được phát hành vào tháng 12 năm 1999. Đây là phần tiếp theo của tựa game năm 1997 Sid Meier's Gettysburg!.

## Lối chơi
Trò chơi cho phép người chơi điều khiển quân Liên minh hoặc Liên bang trong trận Antietam thời Nội chiến Hoa Kỳ. Nó có thể được chơi như một kịch bản duy nhất hoặc như một chiến dịch của các kịch bản được liên kết, kể lại lịch sử ban đầu hoặc khám phá các khả năng thay thế.

## Phát tiển
Antietam! không được phát hành thông qua các cửa hàng bán lẻ. Các biên tập viên của Computer Gaming World đã tóm tắt đây là "một thử nghiệm lớn của Firaxis để kiểm tra mức độ phổ biến của phân phối trực tuyến cho các bản phát hành thương mại."

## Đón nhận
Antietam! nhận được những đánh giá "thuận lợi" theo trang web tổng hợp kết quả đánh giá Metacritic.
Antietam! từng là á quân cho giải thưởng "War Game of the Year" 1999 của Computer Games Strategy Plus. Các biên tập viên đã viết, "Một trận chiến khác, một chiến thắng khác cho wargame giải trí toàn diện này 'dành cho quần chúng.' " Ngược lại, các biên tập viên của Computer Gaming World đã vinh danh Antietam! là trò wargame hay nhất năm 1999. Họ viết, "Antietam là hình ảnh thu nhỏ của kiểu thiết kế Sid Meier: hấp thụ mạnh mẽ và trừng trị tinh quái."